# Photedes albosuffusana
Photedes albosuffusana là một loài bướm đêm trong họ Noctuidae.